# SMPT:e
| Оценки критиков | Оценки критиков |
| Источник        | Оценка          |
| --------------- | --------------- |
| AllMusic        | [ 2 ]           |

SMPT:e (также StoltMorsePortnoyTrewavas) — дебютный студийный альбом американской прогрессив-рок-супергруппы Transatlantic, выпущен 21 марта 2000 года на лейбле Metal Blade в США и InsideOut Music в Европе. Название альбома состоит из инициалов участников коллектив по первым буквам фамилий, что в итоге образует код SMPTE, применяемый в звукозаписывающих технологиях.

## Композиции

### All of the Above
Музыка: Нил Морс, Майк Портной, Пит Тревейвас, Ройне Столт

Текст: Морс

Длительность: 30:59
«All of the Above» («Всё выше») открывает альбом. Композиция, первоначально названная Нилом Морсом «Full Moon Rising», состоит из шести частей: «Full Moon Rising» («Восхождение полной луны»), «October Winds» («Октябрьские ветры»), «Camouflaged in Blue» («В синем камуфляже»), «Half Alive» («Полуживой»), «Undying Love» («Бессмертная любовь») и репризы «Full Moon Rising». В ней повествуется о восхождении полной луны в солнечный день, при котором у человека проносится перед глазами его жизнь. В завершении главный герой даёт совет слушателем не терять понапрасну время, потому что проносится оно незаметно. Коллектив исполняет композицию практически на каждом концерте. Роберт Тейлор в рецензии на Allmusic назвал «All of the Above» лучшей композицией прогрессивного рока.

### We All Need Some Light
Музыка: Морс

Текст: Морс

Длительность: 5:45
«We All Need Some Light» («Нам всем нужно немного света») — самая короткая композиция в альбоме. Песня была написана Нилом Морсом самостоятельно, и участники группы решили, что она не нуждается в каких-либо изменениях. Также является наиболее часто исполняемой композицией на концертах группы.

### Mystery Train
Музыка: Морс, Портной, Столт, Тревейвас

Текст: Морс

Длительность: 6:52
«Mystery Train» («Загадочный поезд») — композиция Нила Морса. Исполнялась в рамках тура «Live in America» как часть попурри, вместе с каверами на группу The Beatles. В последующих турах не была исполнена.

### My New World
Музыка: Столт, Морс, Портной, Тревейвас

Текст: Морс

Длительность: 6:52
«My New World» («Мой новый мир») — композиция, оригинально написанная Ройни Столтом. Первоначально называлась «My Cruel World» («Мой жестокий мир»). Повествует о девушке, которая уехала из города на природу жить одна, и парне, которого послали на войну. В развитии сюжета девушка решает идти в город, чтобы реализовать своё творчество, а парень вступает на незнакомую ему землю. Там они встречаются и влюбляются друг в друга. Проводя всё время вместе, не замечают, как каждому наступила пора идти. Через много лет после расставания солдат всё не может забыть ту девушку, но в завершении всё-таки понимает, что прошлое позади и вернуть его невозможно.

### In Held ('Twas) In I
Музыка: Гэри Брукер, Мэтью Фишер, Кейс Рейд

Текст: Брукер, Фишер, Рейд

Длительность: 17:21
«In Held ('Twas) In I» — кавер-версия композиции «In Held ('Twas) In I» группы Procol Harum. Оригинал записан в 1968 году и содержится в альбоме Shine On Brightly. Известна как одна из первых композиций в жанре прогрессивного рока. Название состоит из первых слов каждой части. Версия группы Transatlantic заметно отличается. В ней композиция играется без остановок, в то время как в оригинале каждая часть представлена в виде отдельного произведения. В части «Glimpses Of Nirvana» в кавер-версии присутствует вокальная мелодия, в оригинале же текст говорится речитативом. Также в оригинальной версии присутствует часть «'Twas Teatime at the Circus», в кавере она объединена с «Glimpses Of Nirvana».

## Список композиций

### Обычное издание
Слова и музыка всех песен — Нилом Морсом, Майком Портным, Ройне Столтом и Питом Тревейвасом, за исключением отмеченных.
| №                   | Название | Длительность |
| ------------------- | --- | ------------ |
| 1.                  | «All Of The Above» I. «Full Moon Rising» (7:11) II. «October Winds» (5:54) III. «Camouflaged In Blue» (5:22) IV. «Half Alive» (2:02) V. «Undying Love» (3:57) VI. «Full Moon Rising (Reprise) (6:33)» | 30:59        |
| 2.                  | «We All Need Some Light» (Морс) | 5:45         |
| 3.                  | «Mystery Train» | 6:52         |
| 4.                  | «My New World» | 16:16        |
| 5.                  | «In Held ('Twas) In I» (Гэри Брукер/Мэтью Фишер/Кейс Рейд) I. «Glimpses Of Nirvana» II. «In The Autumn Of My Madness» III. «Look To Your Soul» IV. «Grand Finale»                                     | 17:21        |
| Общая длительность: | Общая длительность: | 77:14        |

### Специальное издание
Специальное издание включает в себя материал обычного издания, дополняя его вторым диском, содержащим различные версии композиций альбома, кавер-версии и записи из студии.
| №                   | Название                                              | Оригинальный исполнитель | Длительность |
| ------------------- | ----------------------------------------------------- | ------------------------ | ------------ |
| 1.                  | «My New World» (Нил Морс на вокале, различная лирика) | Столт                    | 16:22        |
| 2.                  | «We All Need Some Light» (Ройни Столт на вокале)      | Морс                     | 5:42         |
| 3.                  | «Honky Tonk Women» (Studio Jam)                       | The Rolling Stones       | 1:56         |
| 4.                  | «Oh! Darling» (Studio Jam)                            | The Beatles              | 2:33         |
| 5.                  | «My Cruel World» (оригинальная демоверсия)            | Столт                    | 10:46        |
| Общая длительность: | Общая длительность:                                   | Общая длительность:      | 37:19        |

## Участники записи

### Состав группы
- Нил Морс — вокал, клавишные, гитара
- Майк Портной — ударные
- Ройне Столт — вокал, гитара
- Пит Тревейвас — бас-гитара

### Продюсирование
- Крис Кубета — инженер
- Стеварт Эври — помощник инженера
- Рич Маусер — миксинг
- Владо Меллер — мастеринг